# Pam Ayres
Pam Ayres (ur. 14 marca 1947 r.) – angielska poetka, autorka wierszy humorystycznych.

## Biografia
Urodzona w Stanford in the Vale w Oxfordshire. Po ukończeniu szkoły rozpoczęła pracę w służbie cywilnej. Ujawniono, że pracowała dla MI5. Po krótkim epizodzie w służbach specjalnych zaciągnęła się do kobiecych sił lotniczych Women's Air Force - wtedy właśnie zaczęła tworzyć wiersze, które odczytywała w miejscowym klubie w Oxfordshire. W 1974 r. zaproszono ją do współpracy z radiową stacją BBC. Rok później wystąpiła w telewizji, w programie dla utalentowanych osób, Opportunity Knocks. Potem zapraszano ją na gościnne występy w licznych programach radiowych i telewizyjnych. Wydała 6 tomików wierszy, występowała przed brytyjską królową, przez pewien okres prowadziła własny show telewizyjny, regularnie występuje w radiowej audycji Just a Minute.
Poezja jej dotyczy aspektów codziennego życia. Cechuje ją prosty styl i humorystyczna tematyka. W 1998 i 1999 Ayres była piątą brytyjską poetką co do ilości sprzedanych tomów wierszy. W czerwcu 2004 otrzymała Order Imperium Brytyjskiego za zasługi w dziedzinie literatury i rozrywki. Wyszła za mąż za Dudleya Russella. Ma dwoje dzieci.